# سفارة مالطا في النمسا
سفارة مالطا في النمسا هي أرفع تمثيل دبلوماسي لدولة مالطا لدى النمسا. تقع السفارة في فيينا وهي تهدف لتعزيز المصالح المالطية في النمسا.

## وصلات خارجية
- قائمة سفارات مالطا
- قائمة السفارات في النمسا